# Abrahamiusz Halicki
Abrahamiusz Halicki, cs. Prepodobnyj Awraamij Galiczskij, Czuchłomskij (ur. w XIV wieku, zm. w 1375 na ziemi halickiej) – święty mnich Rosyjskiego Kościoła prawosławnego.

## Żywot świętego
Abrahamiusz był uczniem duchowym św. Sergiusza z Radoneża. Śluby zakonne oraz święcenia kapłańskie złożył w założonym przez niego monasterze. Po wielu latach życia w tym klasztorze uzyskał od Sergiusza błogosławieństwo na rozpoczęcie życia pustelniczego. Udał się na ziemie halickie, gdzie samotnie osiadł na górze. Tam objawiła mu się cudotwórcza ikona Matki Bożej. Cuda, jakie działy się przed nią sprawiły, że książę Dymitr Halicki przekazał mnichowi Abrahamowi środki na budowę klasztoru nad Jeziorem Czuchłomskim, który miał nosić wezwanie Zaśnięcia Matki Bożej. Kiedy Abraham zgromadził wokół siebie wspólnotę monastyczną, opuścił klasztor, żeby ponownie zacząć życie pustelnicze. Obowiązki przełożonego wspólnoty powierzył jednemu ze swoich uczniów, mnichowi Porfiriuszowi. Jednak do jego nowej pustelni znowu zaczęli przybywać naśladowcy, co sprawiło, że Abraham założył jeszcze jeden męski monaster, któremu nadał wezwanie Złożenia Szat Matki Bożej. Zakonnik opuścił również i tę wspólnotę.
Abrahamiusz przeniósł się ponownie do pustelni w lesie, lecz i tam w pobliżu jego miejsca zamieszkania zbierali się uczniowie. Do śmierci w 1375 założył jeszcze monastery - Opieki Matki Bożej i Soboru Matki Bożej. W tym pierwszym mieszkał w ostatnich latach życia, przekazując w 1374 funkcję przełożonego swojemu uczniowi Innocentemu.

## Kult
Wspomnienie św. mnicha Abrahamiusza w Cerkiew prawosławna obchodzone jest 20 lipca/2 sierpnia, tj. 2 sierpnia według kalendarza gregoriańskiego.